# Siavonga (Distrikt)

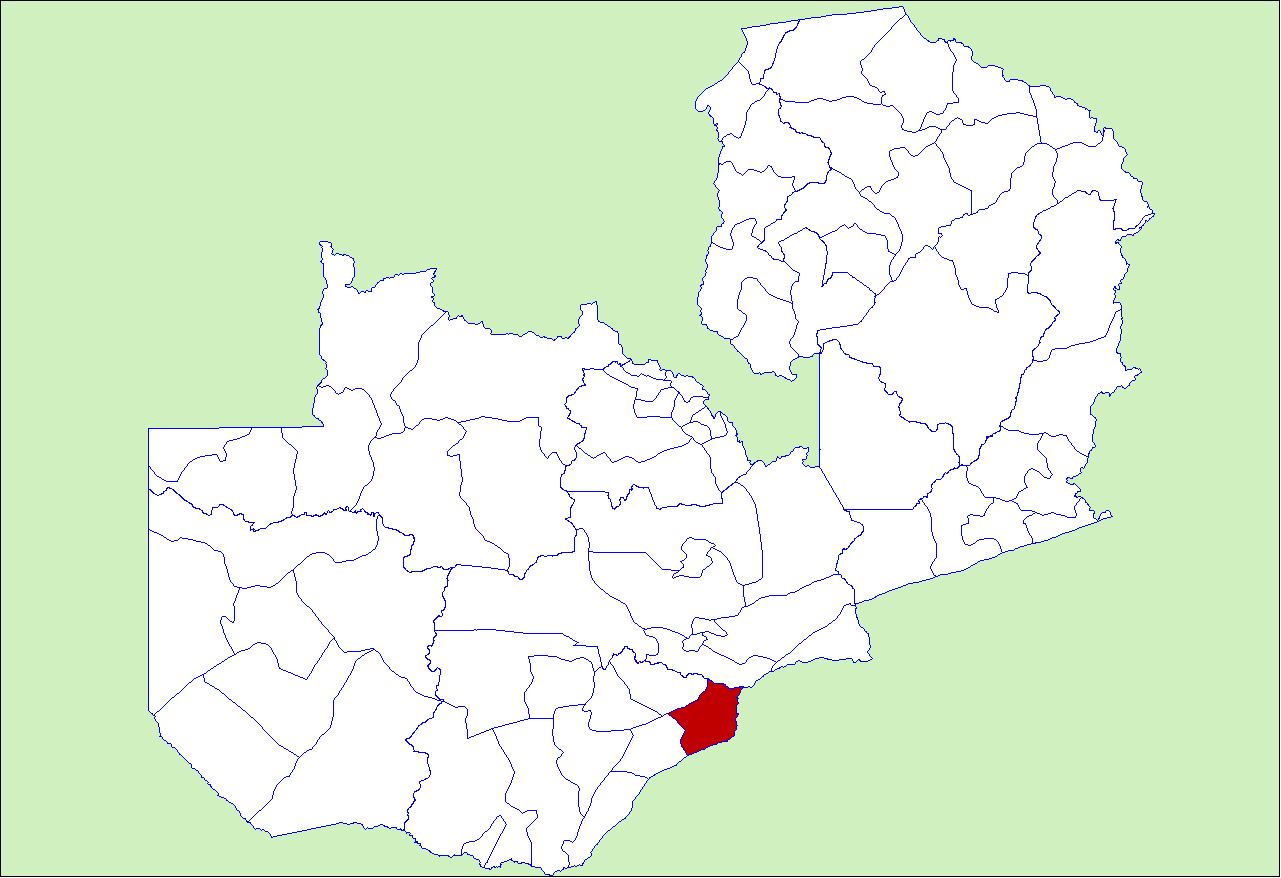
Ehemalige Ausdehnung des Distriktes Siavonga

Siavonga ist einer von 15 Distrikten in der Südprovinz in Sambia. Er hat eine Fläche von 2541 km² und es leben 66.030 Menschen in ihm (2022). Verwaltungssitz ist die Stadt Siavonga. Von dem Distrikt wurde zum Jahreswechsel 2011 – 2012 der Distrikte Chirundu abgespalten und bis 2022 der Provinz Lusaka zugeteilt.

## Geografie
Siavonga befindet sich etwa 70 Kilometer südlich von Lusaka. Der Distrikt erhebt sich im nördlichen Teil auf bis knapp 1200 m. Er fällt zur nördlichen Grenze auf 800 m und nach Süden zum See auf unter 500 m ab. Einen Teil der Nordgrenze bildet der Bach Malengo, die Westgrenze zum Teil der Lufua. Der Fluss Lusitu fließt durch den Distrikt.
Der Distrikt grenzt im Westen an den Distrikt Gwembe, im Norden an Chikankata und Chirundu, und im Südosten an den Kariba Distrikt in der Provinz Mashonaland West auf der anderen Seite der Kariba-Talsperre in Simbabwe.

## Bevölkerung
Die vorherrschende Ethnie sind die Tonga.

## Wirtschaft
Der Distrikt leidet mitunter unter Trockenheit und es kommt zu Ernteausfällen. Allerdings kann es auch zu extremen Hochwassern kommen, wie zum Beispiel zum Jahreswechsel 2017. Da die Böden nicht sehr ertragreich sind, sind Fischfarmen ein wichtiger Faktor, der auch weiter gefördert wird. Daneben ist die Fischerei im Stausee ein weiterer Faktor, der allerdings durch niedrige Wasserstände zunehmend starke Einbußen erfährt.
Die informellen Siedlungen im Umland von Siavonga, die aus Häusern und Hütten bestehen, wie sie überall in Sambia zu finden sind und wo die Menschen sich vor allem vom Fischen und dem Sammeln von Masau (Ziziphus mauritiana) ernähren. Diese aride und sehr erodierte Gegend erlaubt kaum mehr. Die fruchtbaren Äcker im Talboden sind vom Stausee überflutet, die Menschen umgesiedelt. Hier oben erzeugen sie sieben Tonnen Hirse im Jahr, die Stadt verbraucht aber 16 Tonnen. Gleiches gilt für Mais. So ist Hunger ein ständiges Thema. Es fehlt an Bewässerungsausrüstung, Kunstdünger und Lagermöglichkeiten. Die Böden sind arm, zudem zertrampeln Elefanten viele Felder.

## Infrastruktur
Die Hauptstraße M15 durchquert einen Teil des Distrikts von Nord nach Süd auf ihrem Weg zur Grenze.